# Ve Legerkorps (Unie)
De naam Ve Legerkorps (Vijfde Korps) werd tijdens de Amerikaanse Burgeroorlog gedragen door twee verschillende legerkorpsen in het leger van Unie, allebei binnen het Army of the Potomac. De eerste eenheid, onder het bevel van Nathaniel P. Banks werd op 13 maart 1862 samen met korpsen I, II, III en IV opgericht binnen het gereorganiseerde Leger van de Potomac. Dit korps werd op 26 juni van datzelfde jaar echter overgeplaatst naar het Army of Virginia, om daar op 12 september te worden herdoopt tot het XIIe Korps. 

Op 18 mei 1862 werd, eveneens in de schoot van het Leger van de Potomac, een twee divisies tellend nieuw korps geformeerd onder de naam "Ve Korps (Provisoir)". Op 22 juli werd "provisoir" uit de naam geschrapt, daar de definitieve naam mee aannemend die zou worden gedragen tot aan de ontbinding op 28 juni 1865.

## Tijdslijn bevelvoerders IIIe Korps
| Bevelvoerder                                       | Start            | Einde            |
| -------------------------------------------------- | ---------------- | ---------------- |
| Brigadegeneraal/Generaal-majoor Fitz J. Porter     | 18 mei 1862      | 10 november 1862 |
| Generaal-majoor Joseph Hooker                      | 10 november 1862 | 16 november 1862 |
| Brigadegeneraal/Generaal-majoor Daniel Butterfield | 16 november 1862 | 25 december 1862 |
| Generaal-majoor George G. Meade                    | 25 december 1862 | 26 januari 1863  |
| Brigadegeneraal Charles Griffin                    | 26 januari 1863  | 1 februari 1863  |
| Generaal-majoor George Sykes                       | 1 februari 1863  | 5 februari 1863  |
| Generaal-majoor George G. Meade                    | 5 februari 1863  | 16 februari 1863 |
| Brigadegeneraal Andrew A. Humphreys                | 23 februari 1863 | 28 februari 1863 |
| Brigadegeneraal George G. Meade                    | 28 februari 1863 | 28 juni 1863     |
| Generaal-majoor George Sykes                       | 28 juni 1863     | 7 oktober 1863   |
| Brigadegeneraal Samuel W. Crawford                 | 7 oktober 1863   | 15 oktober 1863  |
| Generaal-majoor George Sykes                       | 15 oktober 1863  | 23 maart 1864    |
| Generaal-majoor Gouverneur K. Warren               | 23 maart 1864    | 2 januari 1865   |
| Brigadegeneraal/Generaal-majoor Samuel W. Crawford | 2 januari 1865   | 27 januari 1865  |
| Generaal-majoor Gouverneur K. Warren               | 27 januari 1965  | 1 april 1865     |
| Generaal-majoor Charles Griffin                    | 1 april 1865     | 28 juni 1865     |

## Organisatie
Het Ve Legerkorps was afwisselend ingedeeld in twee divisies (18 mei-14 juni 1862, juli-12 september 1862, mei 1863), drie divisies (14 juni-juli 1862, 12 september 1862-begin mei 1863, juni 1863-24 maart 1864 en 19 augustus 1864-28 juni 1865) of vier divisies (24 maart-19 augustus 1864), elk op hun beurt verder verdeeld over meerdere infanteriebrigades. Daarnaast had de korpscommandant ook een enkele gecentraliseerde artilleriebrigade te zijner beschikking.